# Stazione di Botanischer Garten
La stazione di Botanischer Garten è una stazione ferroviaria di Berlino. Sita nel quartiere di Lichterfelde, prende il nome dal vicino giardino botanico.
È posta sotto tutela monumentale (Denkmalschutz).

## Movimento
La stazione è servita dalla linea S 1 della S-Bahn.

## Interscambi
- Fermata autobus